# Rász el-Haima
Rász el-Haima (arabul رأس الخيمة – Ra's al-H̱ayma, angolul: Ras al-Khaimah vagy Ras el-Kheima) az azonos nevű társemirátus fővárosa, az Egyesült Arab Emírségek hatodik legnépesebb városa (191,753 fő)
Az ország északkeleti részén terül el, a Perzsa-öböl partvidékén. Egy lagúna osztja ketté a várost. 
Az elmúlt századokban egy apró halászkikötő és kalózfészek volt. Napjainkban gyorsan fejlődő város. Dubaj lakóinak kedvelt hétvégi pihenőhelye, ahol többek között vízi sportokat űzhetnek. 